# Ferrari F2004
Ferrari F2004  je 50. vozem formule 1 týmu Scuderia Ferrari, který se účastnil mistrovství světa v roce 2004. Interní označení vozu je 655. Monopost byl představen 26. ledna v Maranellu.

## Popis
Konstrukce F2004 vychází z vozu Ferrari F2003-GA. Změnila se aerodynamika vozu. Snížilo se těžiště, kryt motoru a upevnění zadního křídla.
Převodovka je zkonstruována z nových materiálů, díky tomu se snížila hmotnost. Převodovka vychází z koncepce použité v předchozím vozu. Bylo přepracováno řazení a systém mazání.
Chladicí systém, motor, převodovka a hydraulický systém prošly změnou, aby odpovídaly novému nařízení, které povoluje nasazení pouze jednoho motoru na celý závodní víkend.

## Technická data
- Délka: 4 545 mm
- Šířka: 1 796 mm
- Výška: 959 mm
- Váha: 605 kg (včetně pilota, vody a oleje)
- Rozchod kol vpředu: 1 470 mm
- Rozchod kol vzadu: 1 405 mm
- Rozvor: 3 050 mm
- Převodovka: Ferrari L 7stupňová poloautomatická sekvenční s elektronickou kontrolou.
- Tlumiče: Sachs
- Brzdy: Brembo
- Motor: tipo 053
  - V10 90°
  - Zdvihový objem: 2.398 cm³
  - Výkon 900cv/18 600 otáček
  - Vrtání: ? mm
  - Zdvih: ? mm
  - Ventily: 40
  - Mazivo: Shell
  - Palivo: Shell
  - Váha: > 95 kg
  - Vstřikování Magneti Marelli
  - Palivový systém Magneti Marelli
- Pneumatiky: Bridgestone

## Výsledky v sezoně 2004 a 2005
| Rok  | Šasi    | Motor           | Pneu | Jezdec             | 1   | 2   | 3   | 4   | 5   | 6   | 7   | 8   | 9   | 10  | 11  | 12  | 13  | 14  | 15  | 16  | 17  | 18  | 19  | Body | Umístění |
| ---- | ------- | --------------- | ---- | ------------------ | --- | --- | --- | --- | --- | --- | --- | --- | --- | --- | --- | --- | --- | --- | --- | --- | --- | --- | --- | ---- | -------- |
| 2004 | Ferrari | Ferrari 3.0 V10 | B    |                    | AUS | MAL | BHR | SMR | ESP | MON | EUR | CAN | USA | FRA | GBR | GER | HUN | BEL | ITA | CHN | JPN | BRA |     | 262  | 1.       |
| 2004 | Ferrari | Ferrari 3.0 V10 | B    | Michael Schumacher | 1   | 1   | 1   | 1   | 1   | Ret | 1   | 1   | 1   | 1   | 1   | 1   | 1   | 2   | 2   | 12  | 1   | 7   |     | 262  | 1.       |
| 2004 | Ferrari | Ferrari 3.0 V10 | B    | Rubens Barrichello | 2   | 4   | 2   | 6   | 2   | 3   | 2   | 2   | 2   | 3   | 3   | 12  | 2   | 3   | 1   | 1   | Ret | 3   |     | 262  | 1.       |
| 2005 | Ferrari | Ferrari 3.0 V10 | B    |                    | AUS | MAL | BHR | SMR | ESP | MON | EUR | CAN | USA | FRA | GBR | GER | HUN | TUR | ITA | BEL | BRA | JPN | CHN | 100* | 3.       |
| 2005 | Ferrari | Ferrari 3.0 V10 | B    | Michael Schumacher | Ret | 7   |     |     |     |     |     |     |     |     |     |     |     |     |     |     |     |     |     | 100* | 3.       |
| 2005 | Ferrari | Ferrari 3.0 V10 | B    | Rubens Barrichello | 2   | Ret |     |     |     |     |     |     |     |     |     |     |     |     |     |     |     |     |     | 100* | 3.       |

* 10 bodů s F2004M

## F2004M
Ferrari F2004M je upravenou verzí vozu F2004. Monopost F2004M závodil pouze v prvních dvou závodech mistrovství světa formule 1 v roce 2005, pak ho nahradil vůz F2005.

## Ferrari F2004 v A1GP

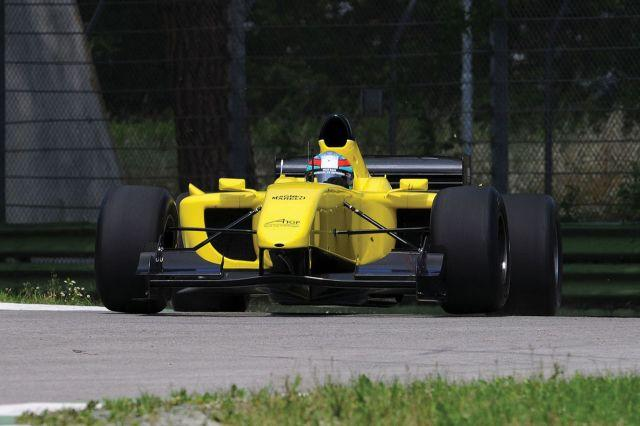
Ferrari F2004 upravený pro A1GP

Vozy A1GP v sezoně 2008/09 jsou založeny na voze Ferrari F2004. Vůz je poháněn osmiválcovým motorem Ferrari s výkonem 600 koní. Spolupráce Ferrari s A1GP je podepsána na 6 let.